# Biko (singolo)
Biko è un singolo del musicista britannico Peter Gabriel pubblicato nel 1980 ed estratto dall'album Peter Gabriel III. Il brano parla di Stephen Biko, noto attivista anti-apartheid sudafricano.

## Il brano
Biko fu arrestato dalla polizia sudafricana nell'agosto del 1977 e, dopo essere stato tenuto in custodia per giorni, fu interrogato nella prigione di Walmer Street a Port Elizabeth . Uscito dall'interrogatorio con serie ferite alla testa, Biko fu trasferito in una prigione di Pretoria dove morì poco dopo, il 12 settembre 1977.
La versione del brano tratta dall'album comincia e finisce con le registrazioni di due canzoni sudafricane, "Ngomhla sibuyayo" e "Senzeni Na?" cantate al funerale di Biko.

## Versioni
- 1980 – Peter Gabriel, Biko, 45gg, Charisma Charisma – CB 370 12, Regno Unito, prodotto da Steve Lilliwhite, Peter Gabriel[3][4]. Questa versione contiene i brani seguenti:

1. "Biko" - 8:55
2. "Shosholoza" - 5:14
3. "Jetzt Kommt Die Flut" - 4:54

## Cover
Del brano sono state realizzate diverse cover, tra cui le seguenti.
- Robert Wyatt nel suo EP Work in Progressdel 1984.
- Joan Baez sul suo album Recently del 1987.
- il cantautore tedesco Wolfgang Niedecken del gruppo rock BAP ha riscritto la canzone con un testo in tedesco nel 1988.
- I Simple Minds sul loro album Street Fighting Years del 1989.
- Manu Dibango sul suo album Wakafrika del 1994.
- Il gruppo Playing for Change sul loro album Songs Around the World del 2009.
- Paul Simon per il tribute album And I'll Scratch Yours del 2013.
- Fabio Cinti nel suo album Forze elastiche del 2016.

Inoltre Steve Van Zandt ha dichiarato di essere stato ispirato da questa canzone a scrivere la sua canzone di protesta anti-apartheid "Sun City" del 1985, suonata dagli Artists United Against Apartheid.

## Presenza nei Media
Biko compare in "Evan", penultimo episodio della prima stagione della serie televisiva Americana Miami Vice.